# E pluribus unum

Аверс Великої печатки США з девізом «E pluribus unum»

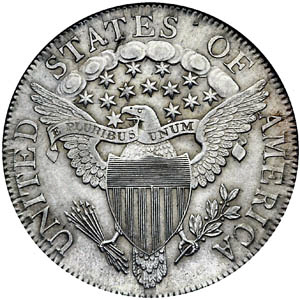
Пів долара, 1807

E pluribus unum — девіз, розміщений на гербі США, в перекладі з латини означає «З багатьох — єдине». Ці слова належать Цицерону (промова «Про чесноти»).
У девізі 13 букв, рівно стільки штатів свого часу утворили союз, відомий нині як Сполучені Штати Америки. У сучасному трактуванні, девіз означає єдність нації, спочатку складається з багатьох національностей, які прибули в США. Девіз «E pluribus unum» в обов'язковому порядку розміщується на монетах США, ініціатором цієї пропозиції був полковник Сет Рід з Аксбрідж. Вперше цей девіз з'явився в 1795 році на золотій монеті в п'ять доларів США, а до 1956 року використовувався і на американських банкнотах.
Фраза схожа на латинський переклад фрагмента з Геракліта: «З усіх речей один, один з усіх речей». Але точнішу відповідність, як з написання, так і за змістом, зустрічається в поемі «Moretum», приписується Вергілію (точне авторство невідоме). У поемі словами «color est e pluribus unus» описується змішування кількох різних кольорів, в результаті чого виходить один новий колір.